# 천태산 (충남)
천태산(天台山)은 높이 392.1m로 충청남도 공주시 의당면 월곡리(月谷里)와 덕학리(德鶴里)사이에 있는 산이다

## 위치
천태산은 충청남도 공주시의 의당면 월곡리(月谷里)와 덕학리(德鶴里)사이에 있는 산으로 공주시가지의 북동쪽에 위치해 있는데, 금강 북쪽의 구릉지를 형성하는 산들 중 하나이다. 천태산의 남동쪽 능선에는 시묘산이 자리잡고 있으며, 천태산의 북쪽에서 가산천이 발원하여 대교천과 합류한 후 금강으로 흐르고 있다.

## 지명 유래
공주시 천태산은 산이 수려하고 정기가 있으며, 명당의 대지를 가지고 있다고 해서 천태산이라 불린다. 온 산의 바위가 모두 구리빛으로 빛났다는데 『조선지형도』에 지명이 '동혈산(東穴山)'으로 공주의 동쪽에 있다 하여 동혈산(東穴山)이라 하다가 일제강점기에 일본인들이 이곳에서 구리가 산출됐다고 해서 '동혈산(銅穴山)'으로 바뀌었으나, 광복 후 다시 '동혈산(東穴山)'으로 바뀌었다고 전한다. 산에는 동혈사가 있다.

## 지질
공주시 천태산은 화강암질편마암으로 이루어졌으며, 북쪽 일부에 염기성 암맥이 조금 나타나고 있다. 금북정맥이 국사봉에서 남쪽으로 분기해 천태산, 시모산, 장군산을 지나 금강에 맥을 다하는 길이 28km의 공주지역의 마루금으로 좌로는 대교천을 우로는 정안천으로 이어진다.

## 같이 보기
- 법화산
- 한국의 산